# Beyond the Embrace
Beyond the Embrace est un groupe américain de black metal, originaire de New Bedford, dans le Massachusetts, actif entre 2000 et 2011.

## Histoire
Le groupe est formé en janvier 2000 par le chanteur Shawn Gallagher et le guitariste Oscar Gouveia. Jeff Saude et Alex Botelho rejoignent le groupe en tant que guitaristes supplémentaires, tandis que Mike Bresciani jouait de la batterie et Adam Gonsalves de la basse. Après l'enregistrement de leur premier album, Kevin Camille rejoint le groupe en tant que nouveau batteur. Le premier enregistrement sort en 2002 chez Metal Blade Records sous le nom de Against the Elements. En été de la même année, le groupe part en tournée avec Kataklysm, Divine Empire et Misery Index. En mai 2003, le groupe joue également dans la deuxième moitié d'une tournée américaine d'Opeth et de Lacuna Coil. Cette tournée comprend également un concert au New England Hardcore and Metal Festival à Worcester, Massachusetts. En avril de l'année suivante, Chris Parlon rejoint le groupe en tant que nouveau bassiste. La même année, le deuxième album Insect Song sort. Le support sonore est produit par Ken Susi (Unearth). L'enregistrement a lieu chez System Recordings à Ipswich, Massachusetts, du 12 décembre 2003 au 9 février 2004. Pour promouvoir l'album, le groupe part en tournée en mai en première partie de Prong. Les concerts à Baltimore et Binghamton doivent cependant être annulés en raison d'une pharyngite de Gallagher.
En été, d'autres concerts sont donnés avec Iced Earth et Trivium. Cependant, le groupe ne peut de nouveau assurer tous ses concerts, car Jeff Saude s'est cassé la jambe lors d'un festival en juillet. Saude passe deux semaines à l'hôpital en raison d'un thrombus et d'une pneumonie. Le 24 septembre, une tournée commence à Charleston, en Virginie-Occidentale, en compagnie de Byzantine et de Children of Tragedy. Cependant, la tournée ne peut de nouveau être terminée par le groupe, car le van de tournée est tombé en panne, la voiture de remplacement était également en réparation et le batteur a dû être hospitalisé à cause d'une infection au pied. En mars 2005, le groupe part en tournée avec Into Eternity, Single Bullet Theory et Amorphis, avant de donner d'autres concerts avec Crisis et M.O.D. en juin. Beyond the Embrace annule cependant sa participation avant même de commencer. Après avoir joué avec Therion en septembre, le groupe se sépare du batteur Kevin Camille en novembre, qui est remplacé par Steve Bolognese le mois suivant. En mars 2006, le groupe effectue une tournée américaine avec Green Carnation. En 2007, le groupe participe de nouveau au New England Metal and Hardcore Festival.

## Style musical
Selon Marc Halupczok du Metal Hammer, le groupe joue un mélange de death metal mélodique et de thrash metal. Lors d'une interview avec Halupczok, le guitariste Gouveia indique que le groupe avait été influencé par des groupes comme Metallica, Megadeth, Slayer, Testament, In Flames et Soilwork. L'album Insect Song décrit le point de vue du chanteur Gallagher sur la race humaine. Selon lui, on est tous des « abeilles ouvrières ou des bourdons qui marchent à l'unisson. » Petra Schurer du Metal Hammer décrit le travail des guitares sur Against the Elements comme un mélange d'anciens albums d'Iron Maiden et de plus récents à cette période d'In Flames. Dans des chansons comme The Bending Sea, le groupe incorpore des influences modernes de thrash metal. Selon Matthias Mineur du Metal Hammer, Insect Song est un mélange de riffs durs et de mélodies accrocheuses. Le chant rappelle celui de Peter Wagner, avec des grunts. Le groupe cesse ses activités en 2011.

## Discographie
- 2000 : Demo 2000 (démo)
- 2001 : Beyond the Embrace (démo)
- 2002 : Against the Elements (album, Metal Blade Records)
- 2004 : Insect Song (album, Metal Blade Records)